# Селеніди фосфору
Селеніди фосфору (англ. selenides of phosphorus) — бінарні хімічні сполуки фосфору й селену: Р4Se3,
Р2Se5, Р4Se10 (утворюються з елементів за
різних умов). Мають каркасну структуру.
P2Se5
P4Se3
P4Se5
P4Se4
P4Se7
P4Se10